# Carl Philipp Emanuel Bach
Carl Philipp Emanuel Bach (Weimar, 8 de març de 1714 – Hamburg, 14 de desembre de 1788) va ser un compositor alemany, el segon d'onze fills de Johann Sebastian Bach i Maria Bàrbara Bach. La seva producció s'inclou en l'estil galant i l'estil sensible, i parcialment també en el Classicisme, del que és considerat un dels precursors.

## Vida i obra
Als 10 anys va ingressar a l'Escola de Sant Tomàs de Leipzig, de la que l'any 1723 son pare havia esdevingut cantor, i va continuar la seua educació com a estudiant de jurisprudència a les universitats de Leipzig (1731) i Frankfurt de l'Oder (1735). El 1738, a l'edat de 24 anys, va obtenir el grau, però llavors va decidir abandonar la carrera de Lleis i va determinar dedicar-se a la música.
Pocs mesos després va obtenir un lloc al servei de Frederic II de Prússia ("Frederic el Gran"), llavors príncep hereu de la corona. Quan Frederic va ascendir al tron, l'any 1740, Carl Philipp esdevingué membre de la cort reial. En aquest temps va esdevenir un dels més reputats instrumentistes de teclat d'Europa. La seua reputació es va establir arran de la composició de dues sèries de sonates que va dedicar respectivament a Frederic el Gran i al gran duc de Württemberg. L'any 1746 va assolir el lloc de músic de cambra, i durant vint-i-dos va compartir amb Carl Heinrich Graun, Johann Joachim Quantz, i Johann Gottlieb Naumann el continu favor del rei.
Mentre va viure a Berlín, va compondre un Magnificat (1749), en el que mostra una influència de son pare major del que era habitual en les seues altres obres; una cantata de Pasqua (1756); diverses simfonies i obres concertatns; almenys tres volums de cançons; i unes poques cantates seculars i altres peces. Però la seua obra principal va estar dedicada al clavicèmbal, instrument per al que va compondre dues-centes sonates i altres peces, incloent-hi la col·lecció Mit veränderten Reprisen (1760-1768). A més, es va situar com un dels teòrics capdavanters de l'instrument a Europa, amb l'edició del tractat Versuch über die wahre Art das Clavier zu spielen, que l'any 1780 ja havia assolit una tercera edició, i que va posar les bases per als futurs treballs teòrics de Muzio Clementi i Johann Baptist Cramer.
L'any 1768 Bach va succeir Georg Philipp Telemann com Kapellmeister a Hamburg, i com a conseqüència d'aquesta nova ocupació va començar a parar més atenció a la música religiosa. L'any següent va compondre el seu oratori Die Israeliten in der Wüste, una obra remarcable no només per la seua gran bellesa sinó per anticipar l'oratori Elies (Elijah) de Felix Mendelssohn. A més, entre 1769 i 1788 va compondre vint obres sobre La Passió, i al voltant de setanta cantates, lletanies, motets, i altres peces litúrgiques. Al mateix temps, el seu geni per a la composició instrumental es va veure estimulat per la carrera de Joseph Haydn. Va morir a Hamburg el 14 de desembre de 1788.

## Obra i estil musical
Al llarg de la segona meitat del segle xviii, la reputació de C.P.E. Bach va ser molt gran. Mozart, que també tenia una estreta relació amb Johann Christian Bach, va dir de Carl Philipp, "Ell és el pare, nosaltres els fills." La millor part de l'educació de Haydn va consistir en l'estudi de l'obra de C.P.E. Bach. Beethoven va expressar pel seu geni la més cordial admiració i estima. Va atènyer aquesta consideració amb les sonates per a clavicèmbal, que van marcar època en l'evolució de les formes musicals. Amb un estil lúcid i una expressió tendra i delicada, són encara més notables per la llibertat i varietat del seu disseny estructural; trenquen amb la rigidesa de l'escola italiana, i van més enllà del que els compositors de l'escola vienesa havien assolit.
La seua obra, sempre plena d'invenció, potser es mou en un rang emocional una mica estret, però no és menys sincera en el seu pensament que polida i afortunada en el seu fraseig. Probablement va ser el primer compositor de certa categoria que va fer un ús lliure del color harmònic des de l'època de Lassus, Monteverdi, i Gesualdo, i per aquest motiu ha de ser considerats entre els més importants precursors del Classicisme vienès.
La seua música va caure en l'oblit durant el segle xix. El mateix Robert Schumann opinava que, tot i ser un compositor creatiu, se situava a molta distància de son pare. En contrast, Johannes Brahms va mantenir una elevada opinió d'Emanuel Bach, i va editar molta de la seua música. Avui dia, els estudiants interpreten sovint les Sonaten für Kenner und Liebhaber. També s'interpreten els seus oratoris Die Israeliten in der Wüste i Die Auferstehung und Himmelfahrt Jesu, i alguns concerts per a clavicèmbal, com el concert en sol major (Wq. 3) i el concert en re major (Wq. 11). El seu concert per a flauta en re menor (Wq. 22), amb el seu singular i mel·liflu primer moviment, ha estat interpretat pels més grans flautistes arreu del món, incloent-hi Jean-Pierre Rampal.